# Rabenstein/Fläming
Die Gemeinde Rabenstein/Fläming liegt im Landkreis Potsdam-Mittelmark des Landes Brandenburg. Sie wird vom Amt Niemegk verwaltet. Der Zusatz Fläming verweist auf die Lage des Ortes im Naturpark Hoher Fläming.

## Geografie
Rabenstein/Fläming befindet sich im oberen Tal der Plane und in deren Quellgebiet. In der Gemeinde liegen mehrere Naturschutzgebiete.

## Gemeindegliederung
Die Gemeinde hat folgende Orts- und Gemeindeteile:
- Buchholz b. Niemegk
- Garrey (mit den Gemeindeteilen Wüstemark und Zixdorf)
- Groß Marzehns
- Klein Marzehns
- Raben
- Rädigke (mit dem Gemeindeteil Neuendorf)

Der Wohnplatz Rabenstein liegt im Ortsteil Raben.

## Geschichte
Die heutigen Ortsteile der Gemeinde gehörten seit 1817 zum Kreis Zauch-Belzig in der preußischen Provinz Brandenburg. Mit der Gründung von Ländern in der DDR wurden sie ab 1952 Teil des Kreises Belzig im Bezirk Potsdam. Nach der deutschen Wiedervereinigung, der Neugründung von Bundesländern und deren kommunaler Umordnung liegen sie seit 1993 im brandenburgischen Landkreis Potsdam-Mittelmark.
Die Gemeinde Rabenstein/Fläming entstand am 1. Juli 2002 aus dem freiwilligen Zusammenschluss der bis dahin selbstständigen Gemeinden Buchholz bei Niemegk, Garrey, Groß Marzehns, Klein Marzehns, Raben und Rädigke.

## Bevölkerungsentwicklung
| Jahr | Einwohner |
| ---- | --------- |
| 2002 | 996       |
| 2005 | 933       |
| 2010 | 856       |
| 2015 | 820       |
| 2020 | 788       |

| Jahr | Einwohner |
| ---- | --------- |
| 2021 | 787       |
| 2022 | 792       |
| 2023 | 786       |
| 2024 | 813       |

Gebietsstand des jeweiligen Jahres, Einwohnerzahl: Stand 31. Dezember, ab 2011 auf Basis des Zensus 2011

## Politik

### Gemeindevertretung
Die Gemeindevertretung von Rabenstein/Fläming besteht aus zehn Gemeindevertretern und dem ehrenamtlichen Bürgermeister. Die Kommunalwahl am 26. Mai 2019 führte zu folgendem Ergebnis:
| Wählergruppe            | Stimmenanteil | Sitze |
| ----------------------- | ------------- | ----- |
| Wählergruppe Rabenstein | 67,2 %        | 7     |
| Freie Bürger und Bauern | 18,7 %        | 2     |
| Wählergruppe Garrey     | 14,1 %        | 1     |

### Bürgermeister
- 2003–2014: Karl-Heinz Aust[8]
- 2014–2019: Ralf Rafelt[9]
- seit 2019: Siegfried Frenzel[10]

Frenzel wurde bei der Bürgermeisterwahl am 9. Juni 2024 ohne Gegenkandidat mit 87,5 % der gültigen Stimmen für eine weitere Amtszeit von fünf Jahren zum ehrenamtlichen Bürgermeister gewählt.

## Sehenswürdigkeiten
- Burg Rabenstein

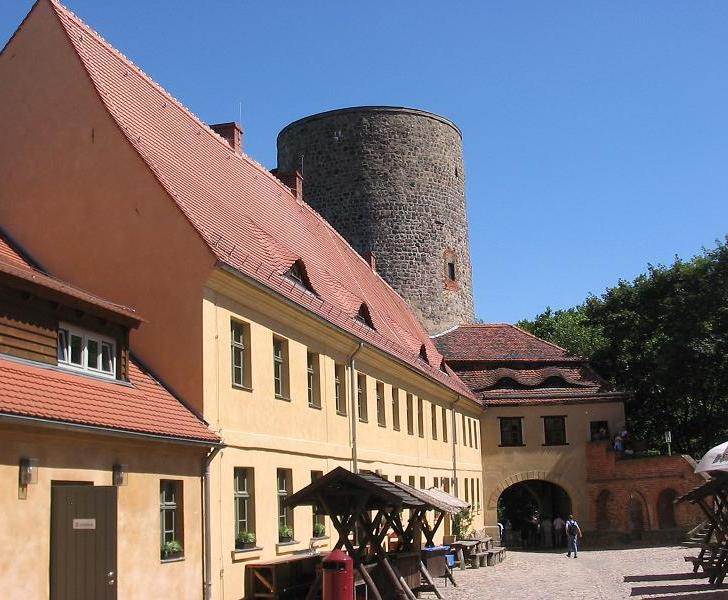
Burg Rabenstein

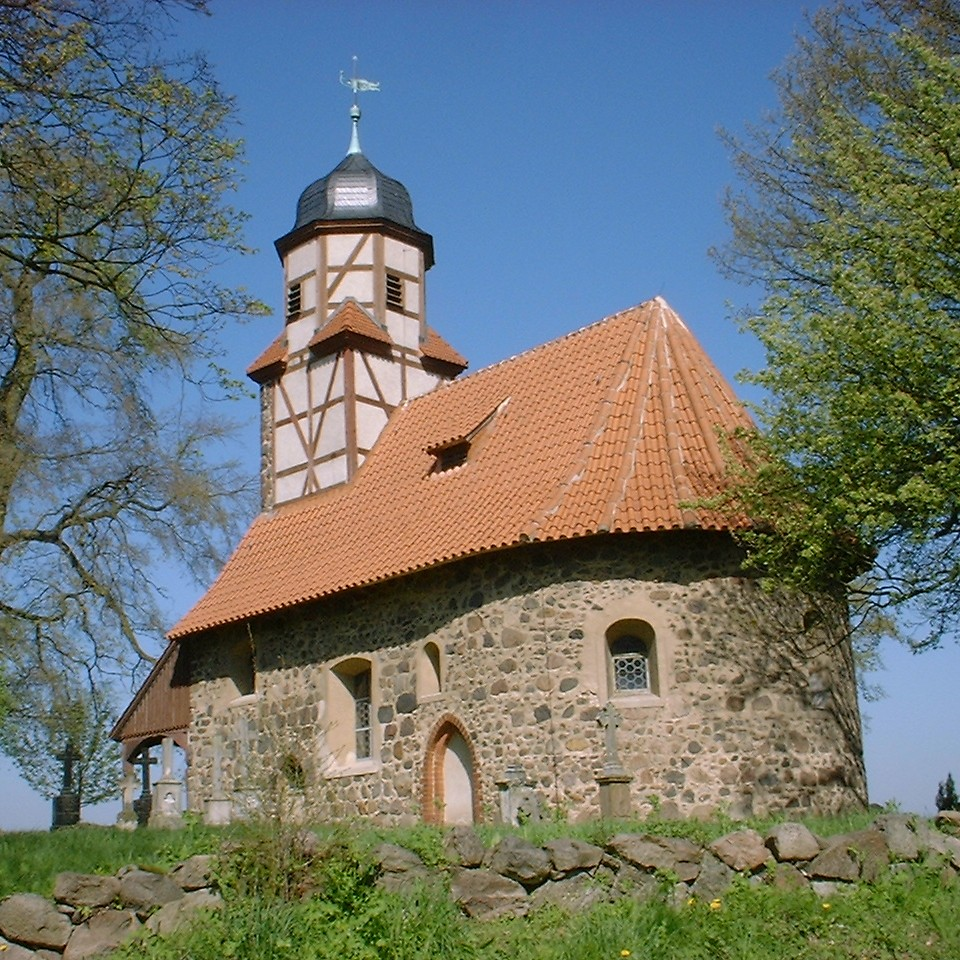
Dorfkirche Zixdorf

- Naturparkzentrum Hoher Fläming in der Alten Brennerei
- Dorfkirche Buchholz bei Niemegk
- Dorfkirche Klein Marzehns[12]
- Dorfkirche Neuendorf, eine Feldsteinkirche aus dem 13. Jahrhundert. Im Innenraum befinden sich Reste mittelalterlicher Wandmalereien aus der Zeit um 1600 sowie ein Kelch aus dem 15. Jahrhundert.
- Dorfkirche Rädigke
- Dorfkirche Zixdorf
- Hagenbrücke, genannt Millionenbrücke, an der Autobahn A 9[13]

In der Liste der Baudenkmale in Rabenstein/Fläming und in der Liste der Bodendenkmale in Rabenstein/Fläming stehen die in der Denkmalliste des Landes Brandenburg eingetragenen Kulturdenkmale.

## Verkehr
Rabenstein liegt an den Landesstraßen L 83 zwischen Niemegk und Lutherstadt Wittenberg sowie L 84 nach Wiesenburg. Durch das Gemeindegebiet verläuft die Autobahn A 9 Berlin–München mit der Anschlussstelle Klein Marzehns.
Durch das Gemeindegebiet führen der Europaradweg R1, die Tour Brandenburg und der Europäische Fernwanderweg E 11.

## Persönlichkeiten
- Heidemarie Wycisk (* 1949), Leichtathletin, geboren in Groß Marzehns